# Felice Bonetto
Felice Bonetto (* 9. Juni 1903 in Manerbio bei Brescia; † 21. November 1953 in Silao, Mexiko) war ein italienischer Automobilrennfahrer.

## Karriere
Bonetto fuhr bereits in den 1930er-Jahren Sportwagenrennen, doch ins Rampenlicht trat er erst nach dem Zweiten Weltkrieg, mit Wagen der Marken  Cisitalia und Ferrari, mit dem er 1949 Zweiter bei der Mille Miglia war.
In der Formel-1-Weltmeisterschaft nahm Bonetto 1951 nach dem Rücktritt Luigi Fagiolis dessen Platz bei Alfa Romeo ein und erreichte einen dritten Platz in Italien. 1952 und 1953 fuhr er auf Maserati und wurde beim Großen Preis der Niederlande 1953 ebenfalls noch einmal Dritter.
Nebenbei bestritt Felice Bonetto weiterhin Sportwagenrennen. Seinen größten Erfolg erzielte er 1952 mit dem Gewinn der Targa Florio. Die Sportwagen wurden auch sein Verhängnis. Beim mexikanischen Langstreckenrennen Carrera Panamericana verunglückte er Ende 1953 tödlich.

## Statistik

### Statistik in der Automobil-Weltmeisterschaft

#### Gesamtübersicht
| Saison | Team                      | Chassis             | Motor              | Rennen | Siege | Zweiter | Dritter | Poles | schn. Rennrunden | Punkte | WM-Pos. |
| ------ | ------------------------- | ------------------- | ------------------ | ------ | ----- | ------- | ------- | ----- | ---------------- | ------ | ------- |
| 1950   | Scuderia Milano           | Maserati 4CLT/50    | Maserati 1.5 L4s   | 2      | −     | −       | −       | −     | −                | 2      | 19.     |
| 1951   | Alfa Romeo SpA            | Alfa Romeo Typ 159A | Alfa Romeo 1.5 L8s | 3      | −     | −       | 1       | −     | −                | 7      | 8.      |
| 1951   | Alfa Romeo SpA            | Alfa Romeo Typ 159M | Alfa Romeo 1.5 L8s | 1      | −     | −       | −       | −     | −                | 7      | 8.      |
| 1952   | Officine Alfieri Maserati | Maserati A6GCM      | Maserati 2.0 L6    | 2      | −     | −       | −       | −     | −                | 2      | 16.     |
| 1953   | Officine Alfieri Maserati | Maserati A6GCM      | Maserati 2.0 L6    | 7      | −     | −       | 1       | −     | −                | 6,5    | 9.      |
| Gesamt | Gesamt                    | Gesamt              | Gesamt             | 15     | −     | −       | 2       | −     | −                | 17,5   |         |

#### Einzelergebnisse
| Saison | 1 | 2   | 3 | 4   | 5   | 6   | 7 | 8   | 9 |
| ------ | - | --- | - | --- | --- | --- | - | --- | - |
| 1950   |   |     |   |     |     |     |   |     |   |
|        |   |     | 5 |     | DNF | DNS |   |     |   |
| 1951   |   |     |   |     |     |     |   |     |   |
|        |   |     |   | 4   | DNF | 3   | 5 |     |   |
| 1952   |   |     |   |     |     |     |   |     |   |
|        |   |     |   |     | DNF |     | 5 |     |   |
| 1953   |   |     |   |     |     |     |   |     |   |
| DNF    |   | DNF |   | DNF | 6   | 4   | 4 | DNF |   |

### Le-Mans-Ergebnisse
| Jahr | Team            | Fahrzeug           | Teamkollege     | Platzierung | Ausfallgrund     |
| ---- | --------------- | ------------------ | --------------- | ----------- | ---------------- |
| 1952 | Scuderia Lancia | Lancia Aurelia B20 | Enrico Anselmi  | Rang 8      |                  |
| 1953 | Scuderia Lancia | Lancia D20         | Luigi Valenzano | Ausfall     | Defekter Starter |

### Einzelergebnisse in der Sportwagen-Weltmeisterschaft
| Saison | Team   | Rennwagen             | 1   | 2   | 3   | 4   | 5   | 6   | 7   |
| ------ | ------ | --------------------- | --- | --- | --- | --- | --- | --- | --- |
| 1953   | Lancia | Lancia D20 Lancia D24 | SEB | MIM | LEM | SPA | NÜR | RTT | CAP |
| 1953   | Lancia | Lancia D20 Lancia D24 |     | 3   | DNF |     | DNF |     | DNF |